# Cephalodella tincaformis
Cephalodella tincaformis är en hjuldjursart som beskrevs av Koste 1992. Cephalodella tincaformis ingår i släktet Cephalodella och familjen Notommatidae. Inga underarter finns listade i Catalogue of Life.